# Прапор Таджикистану
Державний прапор Таджикистану являє собою прямокутне полотнище, що складається з трьох горизонтально розташованих кольорових смуг: верхньої смуги червоного кольору, що займає 2/7 прапора і рівної їй по ширині нижньої смуги зеленого кольору, а також середньої білої смуги, що становить півтори ширини бічних смуг (3/7 прапора). На білій смузі на відстані половини довжини полотнища від древка зображена золотом стилізована корона і півколо із семи зірок над нею. Відношення ширини прапора до довжини 1:2.
Зелена смуга символізує долини, яких у республіці дуже мало — 7 % території (іншу територію займають гори). Біла смуга — це колір головного багатства республіки — бавовни, а також колір снігу і льоду у високих горах. Червоний колір — це колір єднання республіки і братерства з іншими народами світу.

## Історичні прапори
Після проголошення незалежності Таджикистану у 1991-1992 роках використовувався прапор Таджицької РСР, але без радянських символів (зірки та серпа з молотом).
У складі Радянського Союзу країна мала офіційну назву Таджицька Радянська Соціалістична Республіка (Таджицька РСР), і використовувала радянську державну символіку.
|                                    |                                            |                                               |                                               |
| Прапор Таджицької АРСР (1924-1929) | Прапор Таджицької РСР (04.1929-24.02.1931) | Прапор Таджицької РСР (24.02.1931-04.07.1935) | Прапор Таджицької РСР (04.07.1935-26.05.1936) |

|                                         |                                         |                                   | ).svg                             |
| Прапор Таджицької РСР (26.05.1936-1938) | Прапор Таджицької РСР (1938-28.09.1940) | Прапор Таджицької РСР (1940-1953) | Прапор Таджицької РСР (1953-1991) |

|                                 |
| Прапор Таджикистану (1991-1992) |